# ヒトクローニング

Diagram of the ways to reprogram cells along with the development of humans.

ヒトクローニング (Human Cloning) とは遺伝学的に同一のヒトのコピー（クローン）を作ることを言う。
一般的には、人間の細胞や組織を再現する人工的なヒトクローンを指す言葉として使われている。一卵性双生児の自然妊娠・出産を指す言葉ではない。ヒトクローンの可能性には賛否両論がある。このような倫理的な懸念から、いくつかの国ではヒトのクローンに関する法律が制定されている。
一般的に議論されているのは、治療用クローンと生殖用クローンの2種類である。
治療用クローンとは、医療や移植に使用するためにヒトの細胞をクローン化することである。これは活発な研究分野だが、2021年現在、世界のどこでも、医療行為には使われていない。治療用クローンとして研究されている一般的な方法は、体細胞核移植と多能性幹細胞誘導の2つである。
生殖クローンでは、特定の細胞や組織だけでなく、人間全体をクローン化することである。

## 歴史

国ごとのヒトクローニングの合法性
違法
場合によっては合法
合法
情報なし

20世紀のほとんどにおいて、クローン人間は可能性の域を出ない憶測として憶測が憶測を呼んでいたが、1969年に科学者や政策立案者がその可能性を真剣に考えるようになる。J・B・S・ホールデンは、20世紀初頭より農業分野で使われ始めた「クローン」や「クローニング」という言葉を用いて、ヒトのクローンという考えを初めて紹介した。1963年に開催されたCiba財団シンポジウム「人間とその未来」での「今後1万年の人類の生物学的可能性」という講演の中で、彼は次のように述べている。
化学組成が正確に分かっている培地で、ある種のヒトの細胞株が培養できることは、極めて希望的である。おそらくその第一歩は、『ブレイブ・ニュー・ワールド』のように、1個の受精卵からクローンを作ることになるだろう......」。仮にクローンができたとしたら、スポーツ選手やダンサーなど若い人を除いて、ほとんどのクローンは50歳以上の人から作られると思います。ただし、スポーツ選手やダンサーはもっと若く作られるだろう。
ノーベル賞受賞者である遺伝学者ジョシュア・レダーバーグは、1966年に『アメリカン・ナチュラリスト』に、翌年には『ワシントン・ポスト』に、クローンや遺伝子操作を提唱した。彼は当時、「プログラムによる人間の生殖は、事実、人間を人間でなくする」と書いた保守派の生命倫理学者レオン・キャスと論争を起こした。もう一人のノーベル賞受賞者であるジェームズ・D・ワトソンは、1971年にアトランティック・マンスリー誌のエッセイ「クローン人間への歩み」で、クローンの可能性と危険性を公表している。
1996年に体細胞核移植（SCNT）によってドリーと呼ばれる羊のクローンが作られたことで、ヒトのクローンという考えは熱い議論のトピックとなった。 多くの国がそれを非合法化し、少数の科学者が今後数年以内にクローンを作ることを約束した。最初のハイブリッドクローンは、1998年11月にAdvanced Cell Technology社によって作られた。これはSCNTによって作られたもので、人間の脚の細胞から核を取り出し、核を取り除いた牛の卵に挿入し、そのハイブリッド細胞を培養して胚に発展させたものであった。胚は12日後に破壊された。
2004年と2005年、ソウル大学のHwang Woo-suk教授は、SCNT技術を使ってクローン人間胚盤胞から多能性胚性幹細胞を採取することに成功したとする論文を2回に分けて雑誌『Science』に発表した。ホワン教授は、11種類の患者特異的幹細胞株を作製したと主張している。しかし、2006年、サイエンス誌は、実験データの多くが捏造であることを明らかにし、彼の論文を2つとも撤回した。
2008年1月、バイオテクノロジー企業Stemagen社のAndrew French博士とSamuel Wood氏は、SCNTを用いて初めて5個の成熟したヒト胚を作ることに成功したと発表しました。この場合、それぞれの胚は、（Woodと同僚が提供した）皮膚細胞から核を取り出し、核を取り除いたヒトの卵子に挿入することで作られた。この胚は胚盤胞の段階まで発達させ、その時点で胚を破壊するプロセスで研究された。研究室のメンバーは、次の実験では胚性幹細胞株の作成を目指すと述べている。これらは、治療や生殖のためのクローニングに有用な「聖杯」である。2011年、ニューヨーク幹細胞財団の科学者が胚性幹細胞株の作製に成功したと発表したが、その過程で卵子の核を残したため、3倍体の細胞になってしまい、クローンには役立たないという。
2013年、Shoukhrat Mitalipov率いる科学者グループは、SCNTを用いて作成した胚性幹細胞に関する最初の報告を発表しました。この実験では、他の生物で使用されているものとは若干異なる、ヒトの細胞でSCNTを使用するためのプロトコルを開発しました。それらの胚盤胞からヒト胎児体細胞から4つの胚性幹細胞株が得られた。4つの系統はすべて同じドナーの卵子を用いて得られたもので、受け継いだミトコンドリアDNAがすべて同一であることを確認した。 1年後、Advanced Cell TechnologyのRobert Lanzaが率いるチームはMitalipovの結果を再現し、さらにSCNTを用いて成人細胞のクローンを作ることで効果を実証したことを報告した。
2018年、SCNTを用いた霊長類のクローニングに初めて成功し、Zhong ZhongとHua Huaと名付けられたカニクイザルの雌2匹のクローンが生きた状態で誕生したことが報告された。